# Noboru Ishiguro
Noboru Ishiguro (石黒 昇?, Ishiguro Noboru; Tokyo, 24 agosto 1938 – Kawasaki, 20 marzo 2012) è stato un regista, sceneggiatore e animatore giapponese.
Il suo nome è legato a svariate serie di fantascienza, diventate delle saghe di grande successo nel panorama dell'animazione giapponese, come Starblazers, Macross e Legend of the Galactic Heroes. Il suo principale contributo al genere risiede nell'aver introdotto, assieme a Yoshiyuki Tomino, facendo leva su di una grande conoscenza personale in ambito scientifico, una progettazione quantomai verosimile delle parti meccaniche. Negli anni Ottanta  ha lavorato alla produzione di O.A.V di Macross e Starblazers nel 1986 ha diretto uno speciale dal titolo Robotech, The Untold Story. Per circa un decennio (1988-1997) si dedica alla regia della mastodontica (ben 110 episodi ed un film) serie OVA Legend of the Galactic Heroes, tratta dall'omonima serie di romanzi di Yoshiki Tanaka.

## Opere principali
- Bem il mostro umano, serie TV, 1968, regia
- Starblazers, 1 serie TV, 1974, direzione animazione
- Goldrake, serie TV, 1975, storyboard
- Combattler V, serie TV, 1976, storyboard
- Starblazers, OAV, 1977, supervisore di produzione
- Guyslugger, serie TV, 1977, regia
- Starblazers, 2 serie TV, 1978, regia (ep. 1-26)
- Le nuove avventure di Lupin III, serie TV, 1979, regia (ep. 112, 118, 135, 142, 152)
- Astro Boy, 2 serie TV, 1980, regia
- Macross, serie TV, 1982, regia generale, regia episodio, sceneggiatura
- Orguss, serie TV, 1983, regia
- Macross - Il film, film, 1984, regia
- Megazone, OAV, 1985, soggetto e regia
- Legend of the Galactic Heroes, 1988-1997, regia, regia episodio, sceneggiatura non originale.